# Kapela Kalnička
Kapela Kalnička is een plaats in de gemeente Ljubešćica in de Kroatische provincie Varaždin. De plaats telt 308 inwoners (2001).